# Odbudowa

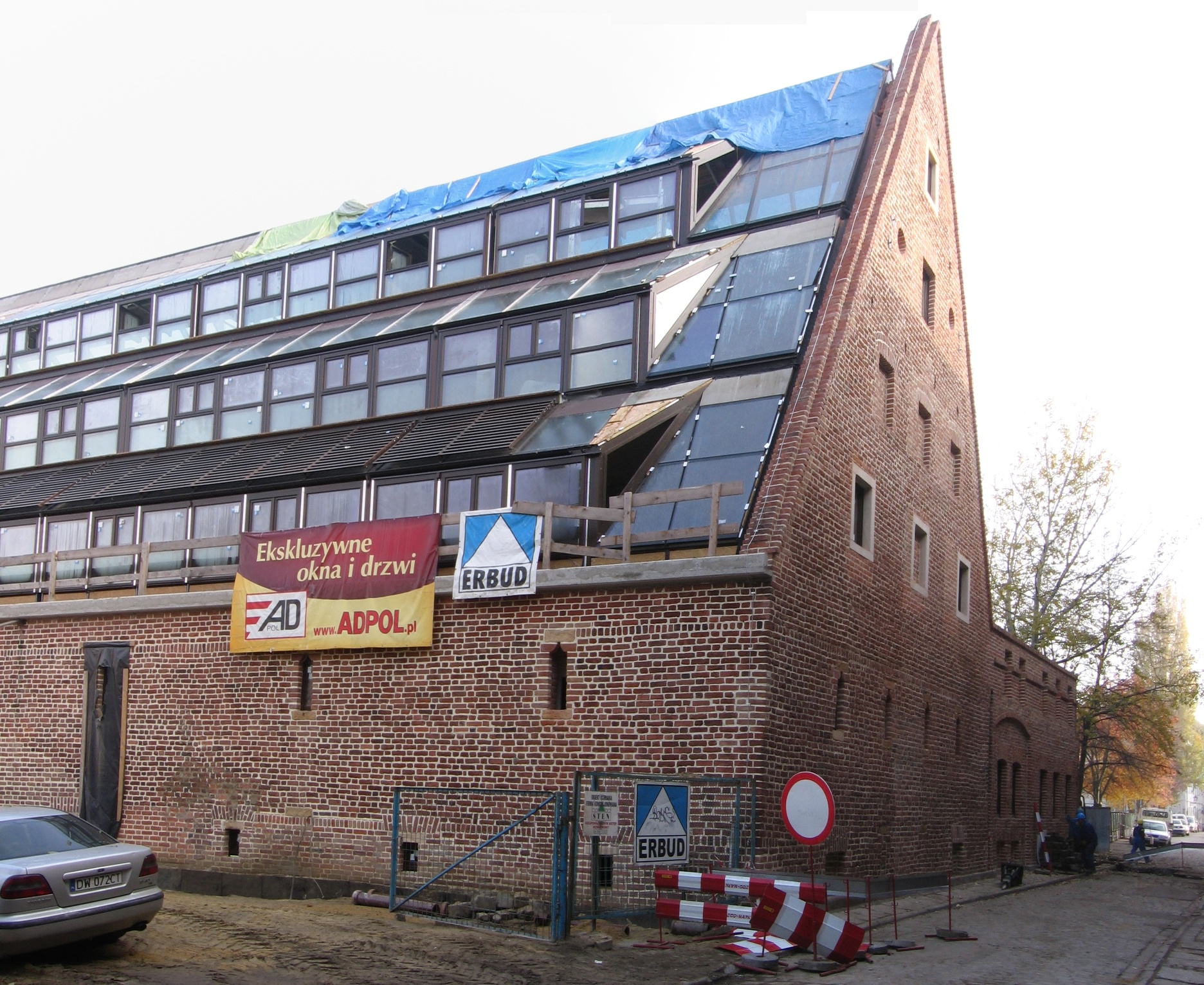
Wrocław, ul. Mennicza, dawna Słodownia Pańska (Herren-Malzhof); obecnie hotel – efekt odbudowy połączonej z przebudową

Odbudowa – rodzaj budowy, w wyniku którego powstaje nowy obiekt budowlany w miejscu istniejącego wcześniej obiektu, który uległ całkowitemu lub częściowemu zniszczeniu. Ustanowienie odbudowy jako rodzaju budowy dokonane jest w Prawie budowlanym, w art. 3 pkt. 6 tej ustawy. Takie przypisanie tej kategorii robót budowlanych implikuje odpowiednie konsekwencje związane między innymi z wymaganiami dotyczącymi procedur administracyjnych poprzedzających rozpoczęcie odbudowy oraz związanych z jej zakończeniem i przekazaniem obiektu do użytkowania.
Odrębna, bardziej szczegółowa definicja odbudowy, określona została w ustawie o szczególnych zasadach odbudowy, remontów i rozbiórek obiektów budowlanych zniszczonych lub uszkodzonych w wyniku działania żywiołu, w której jeżeli użyto terminu obudowa, to:

należy przez to rozumieć odtworzenie obiektu budowlanego w całości lub części, w miejscu i o wymiarach obiektu zniszczonego lub uszkodzonego, przy czym dopuszcza się stosowanie wyrobów budowlanych innych, niż użyto w stanie pierwotnym

Ustawa ta wprowadza znacznie łagodniejsze rygory pod względem postępowania administracyjnego od tych, które wynikają dla odbudowy z prawa budowlanego.
Również inne przepisy prawne mogą zawierać własną definicję odbudowy. Przykładem są przepisy budowlane z zakresu kolei. Analogiczne do przepisów ogólnobudowlanych, warunki techniczne jakim powinny odpowiadać budowle kolejowe i ich usytuowanie, zawierają własną, analogiczną do powyższej definicję odbudowy (paragraf 3 pkt 12 rozp.):

odbudowie budowli kolejowej – rozumie się przez to wykonanie nowej budowli kolejowej w miejsce niesprawnej lub nieczynnej budowli kolejowej

Istotne jest rozróżnienie odbudowy od remontu (remont nie jest budową lecz robotami budowlanymi): w przypadku odbudowy obiekt przynajmniej częściowo nie istnieje; może się zdarzyć, że jakaś jego część uległa uszkodzeniu i choć istnieje to wymaga przeprowadzenie jej rozbiórki i odbudowy; remont dotyczy wyłącznie istniejącego obiektu:

Nie mamy do czynienia z remontem, jeśli roboty budowlane polegają na wykonaniu faktycznie nowego obiektu budowlanego, choć z wykorzystaniem elementów konstrukcyjnych pozostałych po innym obiekcie budowlanym, który uległ zniszczeniu. Wówczas inwestor dokonuje odbudowy...

Jak z powyższego wynika, odróżnienie odbudowy od budowy, z punktu widzenia Prawa budowlanego, ma czysto teoretyczne znaczenie, natomiast już z punktu widzenia innych regulacji, jak np. ww. ustawy o szczególnych zasadach odbudowy, remontów i rozbiórek obiektów budowlanych zniszczonych lub uszkodzonych w wyniku działania żywiołu, ma już bardzo praktyczne konsekwencje.